# 20898 Fountainhills
20898 Fountainhills (2000 WE147) là một tiểu hành tinh nằm phía ngoài của vành đai chính được phát hiện ngày 30 tháng 11 năm 2000 bởi C. W. Juels ở Fountain Hills.